# Campionati africani di lotta 2008
I campionati africani di lotta 2008 sono stati la 24ª edizione della manifestazione continentale organizzata dalla FILA. Si sono svolti dal 7 all'8 marzo 2008 a Tunisi, in Tunisia. I risultati delle competizioni sono stati validi ai fini della qualificazione ai Giochi olimpici estivi di Pechino 2008.

## Podi

### Uomini

#### Lotta libera
| Evento | Oro                   | Argento                       | Bronzo               |
| 55 kg  | Adama Diatta          | Mohammed Attaya               | Pierre Botha         |
| 55 kg  | Adama Diatta          | Mohammed Attaya               | Fayzal Aoune         |
| 60 kg  | Hassan Ibrahim Madani | Neels de Jager                | Isaac Boaz           |
| 60 kg  | Hassan Ibrahim Madani | Neels de Jager                | Victor Salobadriate  |
| 66 kg  | Heinrich Barnes       | Idriss Diatta                 | Billel Ghouini       |
| 66 kg  | Heinrich Barnes       | Idriss Diatta                 | Mohamed Ali Belayech |
| 74 kg  | Joel Enetmi           | Richard Brian Addinall        | Riad Jelassi         |
| 74 kg  | Joel Enetmi           | Richard Brian Addinall        | Augusto Midana       |
| 84 kg  | Adnan Rahimi          | Coenraad de Villiers          | Mustapha Khouili     |
| 84 kg  | Adnan Rahimi          | Coenraad de Villiers          | Ablaye Thiam         |
| 96 kg  | Moustafa Saleh Emara  | Ka-Koma Bella-Lufu            | Rochdi Rahimi        |
| 120 kg | Wilson Siewari        | Hisham Abdelwahab Abdelmoamen | Slim Chebbi          |

#### Lotta greco-romana
| Evento | Oro                      | Argento                  | Bronzo                   |
| 55 kg  | Hassan Mostafa Abd El Al | Billel Benbrih           | Nabil Nazih              |
| 55 kg  | Hassan Mostafa Abd El Al | Billel Benbrih           | Maher Boutouri           |
| 60 kg  | Ashraf Meligy El Garably | Mohamed Zoghbi           | William Bassey           |
| 60 kg  | Ashraf Meligy El Garably | Mohamed Zoghbi           | Ziad Kefi                |
| 66 kg  | Mohamed Serrir           | Arrie van Myk            | Piantini Dzabatou        |
| 66 kg  | Mohamed Serrir           | Arrie van Myk            | Hamza Louati             |
| 74 kg  | Messaoud Zeghdane        | Ahmed Mohamed Abdelsadek | Zied Ait Ouagram         |
| 74 kg  | Messaoud Zeghdane        | Ahmed Mohamed Abdelsadek | Ifeanyi Ikwuagu          |
| 84 kg  | Haykel Achouri           | David Fukwabo Muntu      | Michel Mabonga           |
| 84 kg  | Haykel Achouri           | David Fukwabo Muntu      | Efionayi Joe Agbonevbare |
| 96 kg  | Samir Bouguerra          | Hassine Ayari            | Etienne van Huyssteen    |
| 120 kg | Yasser Abdelrahman Ali   | Karim Assadi             | Ryan Abrahams            |

### Donne

#### Lotta libera
| Evento | Oro                | Argento            | Bronzo                      |
| 48 kg  | Naziha Hamza       | Sammy Oziti        | Marine Dima                 |
| 51 kg  | Wasilla Rawafy     | Aguihe Chinwendu   | Mpho Madi                   |
| 55 kg  | Lovina Odochi      | Marwa Amri         | Nene Touré                  |
| 55 kg  | Lovina Odochi      | Marwa Amri         | Rokhayatou Sonko            |
| 59 kg  | Hela Riabi         | Maria Musa         | Adélaïde Sambou             |
| 63 kg  | Haiat Farac        | Khady Diatta       | Stéphanie N'Guessan Kouassi |
| 63 kg  | Haiat Farac        | Khady Diatta       | Zumicke Geringer            |
| 67 kg  | Ifeoma Iheanacho   | Josiane Soloniaina | Sani Chortani               |
| 72 kg  | Amarachi Obiajunwa | Sabrine Mathlouthi | Desire Smith                |
| 72 kg  | Amarachi Obiajunwa | Sabrine Mathlouthi | Annabelle Ali               |

## Medagliere
La nazione ospitante è evidenziata.
| Pos.   | Paese          | Oro | Argento | Bronzo | Totale |
| ------ | -------------- | --- | ------- | ------ | ------ |
| 1      | Egitto         | 6   | 2       | 0      | 8      |
| 2      | Tunisia        | 5   | 5       | 9      | 19     |
| 3      | Nigeria        | 5   | 3       | 4      | 12     |
| 4      | Algeria        | 3   | 2       | 2      | 7      |
| 5      | Sudafrica      | 1   | 5       | 6      | 12     |
| 6      | Senegal        | 1   | 2       | 4      | 7      |
| 8      | Madagascar     | 0   | 1       | 1      | 2      |
| 9      | RD del Congo   | 0   | 1       | 0      | 1      |
| 10     | Marocco        | 0   | 0       | 2      | 2      |
| 10     | Rep. del Congo | 0   | 0       | 2      | 2      |
| 12     | Costa d'Avorio | 0   | 0       | 1      | 1      |
| 12     | Camerun        | 0   | 0       | 1      | 1      |
| 12     | Guinea         | 0   | 0       | 1      | 1      |
| 12     | Guinea-Bissau  | 0   | 0       | 1      | 1      |
| Totale | Totale         | 21  | 21      | 34     | 76     |